# False (UNIX)
UNIX系のオペレーティングシステムにおいて、false（フォールス）とは常に終了コード1を返すコマンドである。シェルによって論理値の偽と解釈される。
このプログラムは引数を取らない。
このプログラムは他の有効なコマンド列を失敗させるために使用できる。例えば以下のような例である：
```
make
 
…
 
&&
 
false

```

/etc/passwd において、ユーザのログインシェルを false に設定することにより、対話的シェルにアクセスすることを拒否するのに効果的である。このとき、このアカウントはFTPのような他のサービスに対しては依然として有効である。
false は実行ファイルとして提供されるが、シェルによっては組み込み版が提供されている。